# 奥德河
奧德河（法語：Aude，法語發音：[od] ⓘ）是法國的河流，位於該國西南部，河道全長224.1公里，流域面積6074平方公里，平均流量每秒43.6立方米，發源自比利牛斯山，最終在弗勒里注入地中海。

## 外部連結
- geoportail.fr（页面存档备份，存于）
- Sandre数据库中的奥德河 （页面存档备份，存于）